# Marcos Cueto
Marcos Cueto Caballero (Lima, Perú, 16 de abril de 1957) es un historiador y profesor universitario peruano. Se ha destacado por sus aportes pioneros en el tema de la historia de las ciencias médicas y la salud pública en el Perú y en América Latina. Fue Presidente de la División de Historia de la Ciencia y la Tecnología (DHST) para el período 2021-2025, la organización internacional más importante en la historia de la ciencia y la tecnología. Destaca su libro co-autorado con Carlos Contreras sobre la Historia del Perú Contemporáneo, que se ha vuelto el libro de texto de historia peruana en numerosos colegios. Asimismo su libro sobre la historia de la Organización Mundial de la Salud publicado por Cambridge University Press.

## Datos biográficos
Hijo de Carlos Cueto Fernandini, filósofo y educador, y de Lilly Caballero de Cueto, educadora. Cursó sus estudios escolares en el Colegio Nuestra Señora del Carmen de Lima y posteriormente ingresó a la Pontificia Universidad Católica del Perú, donde se graduó de bachiller en Historia en 1982. Poco después viajó a Estados Unidos para proseguir su maestría y doctorado, recibiendo en 1988 su Ph.D. de la Universidad de Columbia de Nueva York, departamento de Historia, por Excelencia científica en la periferia: actividades científicas e investigación biomédica en el Perú, 1900-1950. Entre 1990 y 1991 realizó estudios de postgrado en el Programa Science Technology and Society del Massachusetts Institute of Technology gracias a una beca de la Fundación Mellon.
Ha desempeñado la docencia en diversas universidades: Profesor visitante del Instituto Venezolano de Investigaciones Científicas en 1993 y entre 1999 y 2011 fue profesor principal de la Universidad Peruaba Cayetano Heredia. Ha sido investigador y director general del Instituto de Estudios Peruanos (IEP), siendo actualmente investigador asociado del mismo, a través del cual alienta la constante publicación de investigaciones sobre diversos temas relacionados con la historia del Perú. Ha sido profesor visitante en las Universidades de Stanford, California, de New York University, University College Londres, de Harvard University, Princeton, The Graduate Institute de Ginebra, Shangai University-China y The University of Chicago así como Fellow del Woodrow Wilson Center, Washington D. C.. 
Desde el 2011 es profesor en la Casa de Oswaldo Cruz de la Fundación Oswaldo Cruz de Río de Janeiro donde hasta el 2025 fue editor de la revista História, Ciências, Saúde-Manguinhos. Sus investigaciones se han encaminado en el campo de la historia de la medicina, la historia de la ciencia, y el desarrollo de la salud global, realizando investigaciones en diversos repositorios y archivos de Estados Unidos, Reino Unido, México, Suiza, Buenos Aires, Brasil, Venezuela y Japón, las cuales las realizó por becas, entre ellas la Rockefeller, the American Philosophical Society, Brocher Foundation-Suiza, The Bogliasco Foundation-Italia, The Huninghton Library-California y la John Simon Guggenheim Memorial Foundation.

## Obras
Como autor:
- Excelencia científica en la periferia: actividades científicas e investigación biomédica en el Perú, 1890-1950 (Lima, GRADE, 1989), donde describe las actividades científicas realizadas en el Perú entre 1890 y 1950, poniendo particular énfasis en las ciencias biomédicas.
- El regreso de las epidemias: Salud y enfermedad en el Perú del siglo XX (Lima, Instituto de Estudios Peruanos, 1997), coganador del Premio Iberoamericano otorgado por el Latin American Studies Association en 1998 y traducido al inglés y publicado por Ashgate.
- El Valor de la Salud: una historia de la Organización Panamericana de la Salud (2004), traducida al inglés y portugués; publicada por Rochester University Press y Editora Fiocruz
- Cold War Deadly Fevers: Malaria eradication in Mexico, 1955-1971 (2007), Baltimor: Johns Hopkins University Press
- Saúde Global: uma breve história (2015) Rio de Janeiro: Editora Fiocruz
- Salud en emergencia. Historia de las batallas contra las epidemias y la COVID-19(2022). Lima: Penguin/Taurus. (Printed. Kindle and Audiobook).

Como coautor:
- Historia del Perú Contemporáneo (1999), con Carlos Contreras, texto de divulgación que ha tenido varias reediciones.
- Historia, salud y globalización (2006), con Víctor Zamora.
- Medicine and Public Health in Latin America: A History. (2014), con Steven Palmer. Publicado con Cambrige University Press[1] con Steven Palmer.
- The World Health Organization, a History (2019). Cambrige University Press[2] con  Theodore M. Brown y Elizabeth Fee.

Como editor:
- Missionaríes of Science: The Rockefeller Foundation and Latin America (1994). con el Instituto de Estudios Peruanos
- Saberes andinos: ciencia y tecnología en Bolivia, Ecuador y Perú (1995). con el Instituto de Estudios Peruanos
- Salud, cultura y sociedad en América Latina. Nuevas perspectivas históricas (1996). con el Instituto de Estudios Peruanos

## Premios
Su obra ha recibido elogios y reconocimientos en el ámbito académico. 
En 1987 se le adjudicó el premio Henry Schumann, de la U.S. History of Science Society, por una versión preliminar de "Andean Biology in Peru: Scientific Styles in the Periphery".
En 1998 fue coganador del Premio Iberoamericano de la Latin American Studies Association por el mejor libro en ciencias sociales y humanidades sobre América Latina publicado en español: El regreso de las epidemias: salud y enfermedad en el Perú del siglo XX.
En 2006 recibió la “Medalla Académica” de la Sociedad Mexicana de Historia de la Ciencia y la Tecnología, “En reconocimiento a su trayectoria sobresaliente en los ámbitos de la investigación, la docencia y la divulgación de la historia de la ciencia y la tecnología”.
En el 2010 fue merecedor del Premio Manuel J. Bustamante de la Fuente, por sus trabajos pioneros en el tema de la historia de la medicina y la salud en el Perú.
En 2017, recibió el Premio George Rosen otorgado por la Sociedad de Historia de la Medicina de los Estados Unidos por el libro que escribió con Steven Palmer "Medicine and Public Health in Latin America: A History", publicado por Cambridge University Press.